# Арун-Ци
Арун-Ци (кит. упр. 阿荣旗, пиньинь Āróng qí, палл. Арун-Ци, монг.: ᠠᠷᠤᠨ ᠬᠣᠰᠢᠭᠤ Arun qosiɣu, монг.кир.: Арун хошуу) — хошун городского округа Хулун-Буир, который находится на северо-востоке автономного района Внутренняя Монголия (КНР).

## История
При империи Цин земли являлись охотничьими угодьями племён солонов.
После Синьхайской революции эти земли в 1919 году были разделены между уездами Буси (布西县) и Ялу (雅鲁县).
После образования в 1932 году марионеточного государства Маньчжоу-го здесь в 1933 году был создан хошун Арун-Ци провинции Восточная Синъань (которая в октябре 1943 года была объединена с рядом других провинций в провинцию Объединённая Синъань).
После Второй мировой войны хошун вошёл в состав аймака Навэньмужэнь (纳文慕仁盟), а когда в 1949 году был образован автономный район Внутренняя Монголия — в состав аймака Хуна (呼纳盟).
В 1953 году восток Внутренней Монголии был выделен в особую административную единицу, и аймак был расформирован. В 1954 году от особого статуса восточной части Внутренней Монголии было решено отказаться, а на территориях бывших аймаков Хуна и Хинган был образован аймак Хулун-Буир. В 1969 году хошун вместе с аймаком перешёл в состав провинции Хэйлунцзян, в 1979 — вернулся в состав Внутренней Монголии.

## Административное деление
Хошун делится на 7 посёлков и 4 национальные волости.